# Gilgameš
 Ovo je glavno značenje pojma Gilgameš. Za slične pojmove pogledajte Gilgameš (razdvojba).
Gilgameš je prema sumerskom popisu kraljeva bio sin Lugalbanda i peti kralj Uruka. Vladao je oko 2700. pr. Kr., a postao je poznat kao glavni lik u djelu Ep o Gilgamešu. Tu se navodi da mu je majka bila božica Ninsun, a on je opisan kao dvije trećine bog, a jednu trećinu čovjek.